# 市立醫院前站 (沖繩縣)

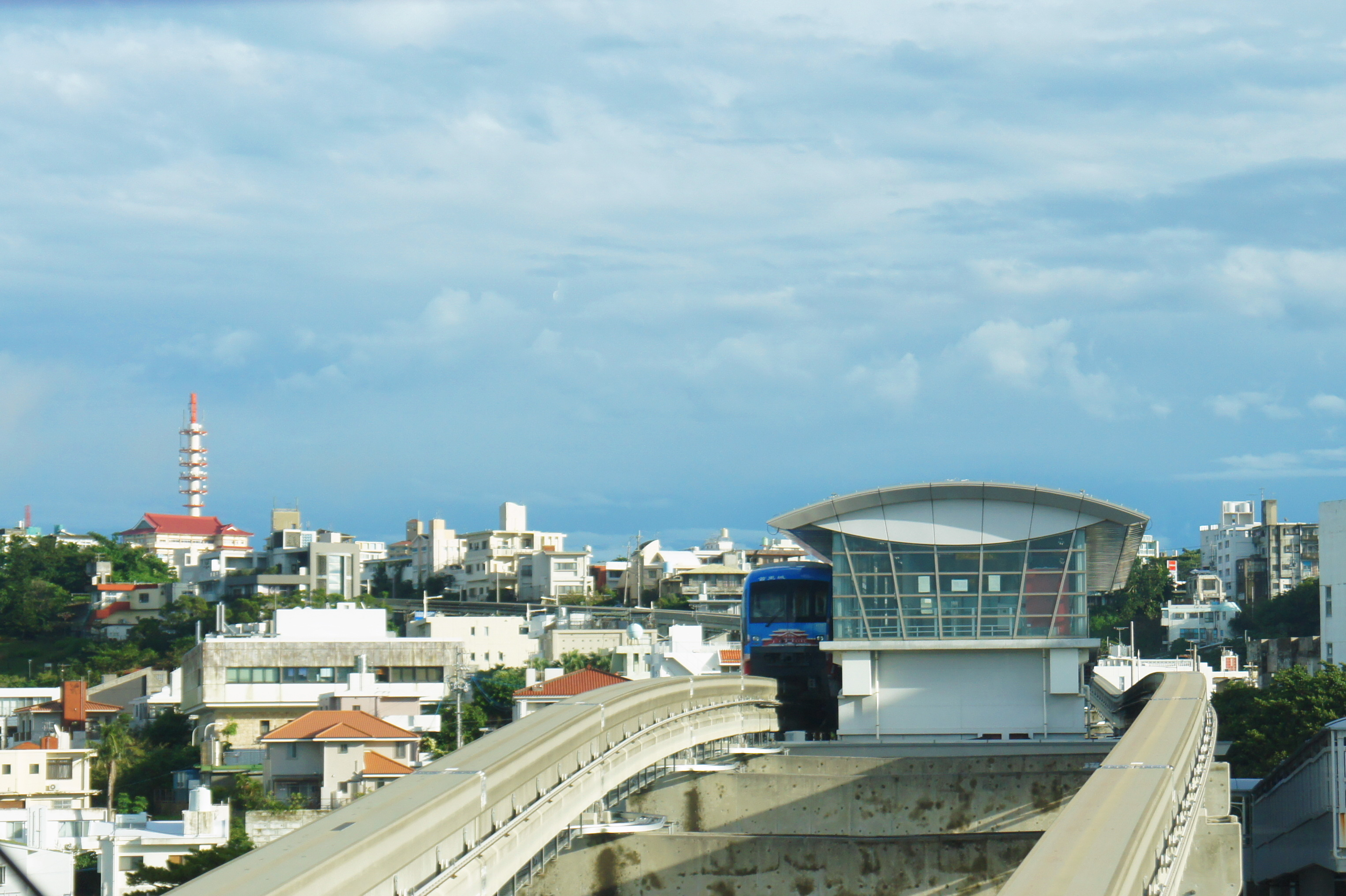
從列車內拍攝市立病院前站的候車月台。

26°13′38.96″N 127°42′36.29″E / 26.2274889°N 127.7100806°E
市立醫院前站（日语：／ Shiritsu-byōin-mae eki */?）是位於日本沖繩縣那霸市古島2丁目的沖繩都市單軌電車線車站，鄰近那覇市立醫院，車站大堂外的自由通道連直接連接至醫院大樓內。
車站在規劃過程中曾一度稱為「末吉站」。

## 車站構造
- 車站出口可連接那霸市立醫院
- 島式月台雙線
- 有自動電梯的設備。

### 月台配置
| 月台 | 路線                | 目的地                                 |
| ---- | ------------------- | -------------------------------------- |
| 1    | ■沖繩都市單軌電車線 | 首里、日子浦西方向                     |
| 2    | ■沖繩都市單軌電車線 | 歌町、牧志、縣廳前、小祿、那霸機場方向 |

### 車站設備
- 投幣式儲物櫃
- 公共電話
- 自動售賣機（飲品）
- 廁所

## 利用狀況
| 年度 | 1日平均乗車人數 |
| ---- | --------------- |
| 2003 | 753             |
| 2004 | 707             |
| 2005 | 878             |
| 2006 | 898             |
| 2007 | 828             |
| 2008 | 840             |
| 2009 | 828             |
| 2010 | 809             |
| 2011 | 835             |
| 2012 | 841             |

## 車站周邊
公共設施
- 那霸市立醫院（日语：那霸市立病院）：緊鄰車站旁
  - 可直接由出口直達（開放時間7:00～21:00），其他時間要由正面玄關步行約5分鐘。
- 末吉公園：步行約5分鐘

教育
- 那霸市立松島小學
- 那霸市立松島中學

便利店
- 羅森便利店

## 巴士路線
那霸市立醫院前巴士站
- 11線、安岡宇榮原線（那霸巴士）
- 33線、糸滿西原（末吉）線（那霸巴士）

## 歷史
- 2003年8月10日：車站啟用

## 相鄰車站
沖繩都市單軌電車
■沖繩都市單軌電車線
古島（12）－市立醫院前（13）－儀保（14）

## 外部連結
- 沖繩都市單軌電車 – 市立醫院前站 （页面存档备份，存于）（日語）（英文）（繁體中文）（简体中文）